# Ida von Plomgren
Ida Amalia von Plomgren, född 9 september 1870 på Måstena i Södermanlands län, död 26 mars 1960, var en svensk feminist och en av de första svenska mästarinnorna i florettfäktning. 
Hon var mest känd i sina kretsar under smeknamnet Plom.

## Biografi
Ida von Plomgren var dotter till överste Erland von Plomgren och friherrinnan Lotten Liljencrantz.
Ida von Plomgren anställdes på Fredrika Bremer-förbundets byrå 1900 och kom att jobba där under hela sitt yrkesliv, bland annat som sekreterare 1916–1937. Senare blev hon chef för förbundets yrkesrådgivningsbyrå. Hon var medlem i styrelsen 1917–1942 och ordförande i Fredrika Bremer-förbundets stockholmskrets 1931–1938. 
Plomgren valdes in i sällskapet Nya Idun 1907. Hon var sällskapets sekreterare 1918–1921 och sedan ordförande 1921–1935.
Även på sin fritid engagerade Plomgren sig i föreningslivet. Hon var aktiv i Stockholms Kvinnliga Fäktklubb, som grundats 1905 av Janken Wiel-Hansen. Plomgren var sekreterare i klubben från att den grundades 1905 till 1923 och var sedan vice ordförande 1923–1938. Hon blev svensk mästare i florettfäktning 1909[källa behövs], som en av de första kvinnorna i Sverige. Hon var även ordförande i Stockholms Lyceumklubb 1921–1927, medlem av styrelsen för lanthushållningsseminariet vid Rimforsa 1922–1936 samt sekreterare och kassaförvaltare i föreningen Vaksamhet från 1927.
Plomgren skrev artiklar i tidningar och tidskrifter, bland annat för Hertha. Tillsammans med Annie Bergman skrev hon flera spex för Nya Idun. Hon skrev även teaterstycken för Stockholms Kvinnliga Fäktklubb. Wiel-Hansen spelade i flera av de teaterstycken som Plomgren skrev, både för Stockholms Kvinnliga Fäktklubb och i Nya Idun.
Ida von Plomgren och Janken Wiel-Hansen företog flera resor ihop, bland annat till Bayern och Norge. De delade bostad och bodde på samma adress åtminstone de sista 15 åren före Wiel-Hansens död 1938. Plomgren var ensam förmånstagare i testamentet som Janken Wiel-Hansen upprättade kort före sin död. Plomgren levde 20 år till.
Plomgren tilldelades Illis Quorum av åttonde storleken 1934 och Patriotiska sällskapets guldmedalj 1941.